# Emilianów (powiat przysuski)
Emilianów – wieś w Polsce położona w województwie mazowieckim, w powiecie przysuskim, w gminie Odrzywół.
Wieś wchodzi w skład sołectwa Lipiny.
W latach 1975–1998 miejscowość administracyjnie należała do województwa radomskiego.
Wierni Kościoła rzymskokatolickiego należą do parafii św. Jadwigi w Odrzywole.